# الدوري الأوروبي لكرة السلة 1994–95
الدوري الأوروبي لكرة السلة 1994–95 (بالإسبانية: Liga Europea de la FIBA 1994-95)‏ هو الموسم 38 من  الدوري الأوروبي لكرة السلة. أشرف على تنظيمه الاتحاد الأوروبي لكرة السلة، وكان عدد الأندية المشاركة فيه  42، وفاز فيه ريال مدريد لكرة السلة.